# Cybaeus consocius
Espèce
Synonymes
- Cybaeus marinensis Chamberlin & Ivie, 1932
- Cybaeus angelus Chamberlin & Ivie, 1942

Cybaeus consocius est une espèce d'araignées aranéomorphes de la famille des Cybaeidae.

## Distribution
Cette espèce est endémique de Californie aux États-Unis,.

## Description
La femelle holotype mesure 4,8 mm.

## Publication originale
- Chamberlin & Ivie, 1932 : A review of the North American spiders of the genera Cybaeus and Cybaeina. Bulletin of the University of Utah, vol. 23, no 2, p. 1-43.